# Mélanie René
 (février 2015).
Si vous disposez d'ouvrages ou d'articles de référence ou si vous connaissez des sites web de qualité traitant du thème abordé ici, merci de compléter l'article en donnant les références utiles à sa vérifiabilité et en les liant à la section « Notes et références ».
Mélanie René, née le 1er septembre 1995 à Genève, est une chanteuse, auteur-compositrice suisse, d'origine mauricienne.

## Biographie
Elle est née à Genève de parents musiciens d'origine mauriciennes.
À l'âge de 7 ans, Mélanie fait ses premiers pas sur scène lors de manifestations et spectacles privés ou publics.
En 1995, ses parents déménagent de Genève, pour s'installer à Reignier en Haute-Savoie.
En 2009, Mélanie représente la Suisse au Festival international Gregoriu en Roumanie. Elle remporte ce concours avec une de ses œuvres intitulée « Il chante avec les anges », une chanson écrite en hommage à son grand-père.
En septembre 2010, elle séjourne en Angleterre, pour une formation à l’Academy of Contemporary Music (en). Elle fonde le groupe de musique Motherfunkers. En 2012, elle suit des cours au Brighton Institute of Modern Music (en), où elle est diplômée d’un bachelor music performance.
Le 31 janvier 2015, Mélanie René est choisie pour représenter la Suisse au Concours Eurovision de la chanson 2015 à Vienne en Autriche. Elle participe à la seconde demi-finale le 21 mais 2015 et échoue à se qualifier pour la finale, arrivant dernière des 17 participants.

## Discographie
- CD en préparation[2]